# Tudor (marque)
Pour les articles homonymes, voir Tudor.
 (février 2025).

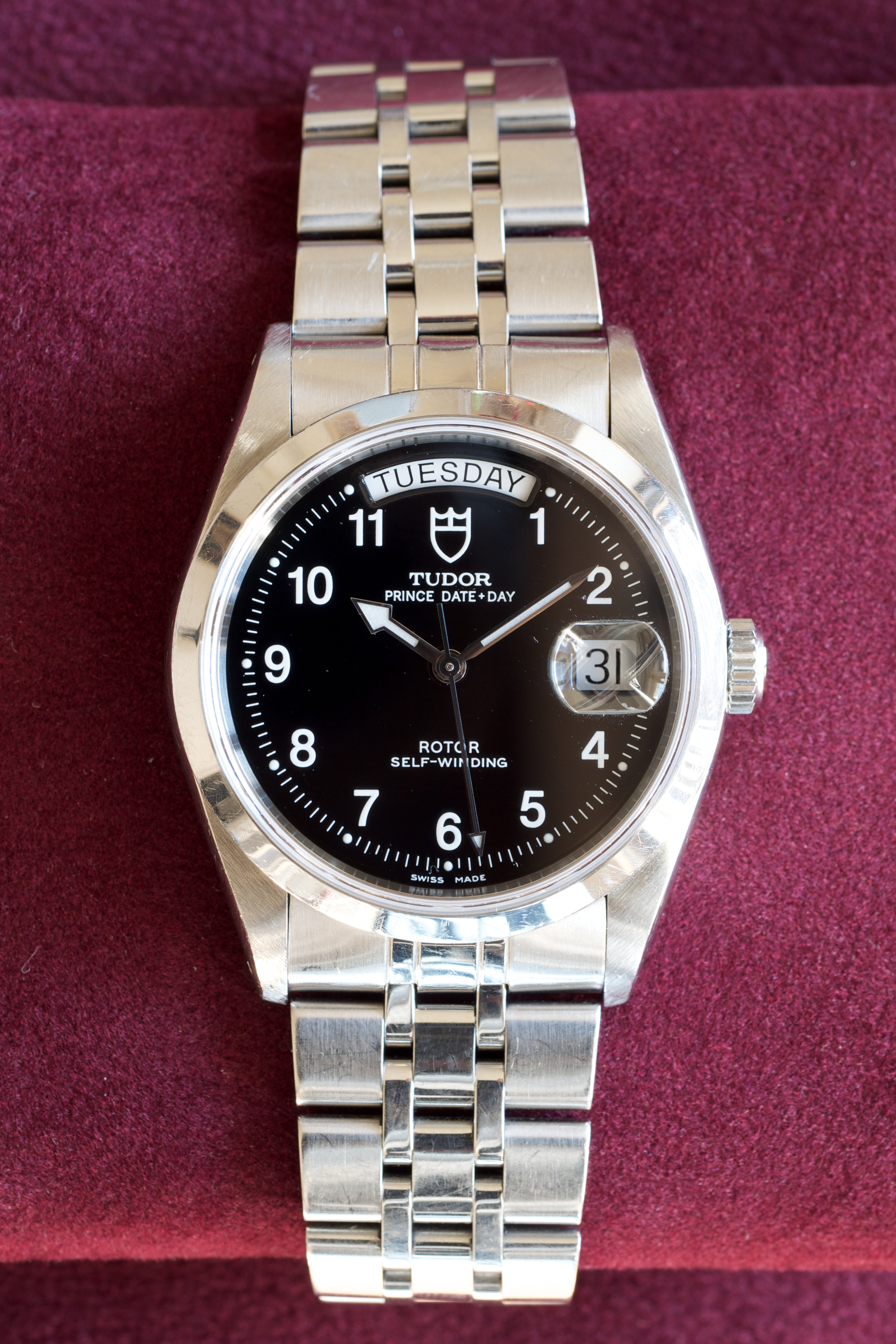
Montre Tudor Prince Date Day, Ref.: 76200

Tudor est une manufacture horlogère suisse de luxe, basée à Genève.
Son nom a été déposé en 1926 par Hans Wilsdorf, créateur de Rolex. Les deux maisons horlogères sont détenues par la Fondation Hans Wilsdorf. Tudor s'est initialement fait connaître pour ses montres de plongées destinées aux plongeurs militaires et professionnels. Les montres Tudor équipent notamment les Navy SEALs et la Marine Nationale française.

## Histoire

### La naissance de la marque
En février 1926, la maison « Veuve de Philippe Hüther », négociant et fabricant d’horlogerie, dépose la marque « The TUDOR » en nom et pour compte de Hans Wilsdorf. Installé à Genève, ce dernier acquiert du dépositaire les droits exclusifs de l’usage.

### Les premières montres Tudor
En 1932, les montres TUDOR furent livrées exclusivement à la societé Willis pour le marché australien, qui se chargea de les distribuer dans les meilleures bijouteries du pays. Les montres signées TUDOR comprennent des modèles hommes et femmes ; elles présentent principalement des formes rectangulaires, tonneau ou à pans coupés. Certains modèles de la marque étaient trouvées avec la signature Rolex, mais très rarement[source insuffisante].

### Reprise de la marque par Hans Wilsdorf
Le 15 octobre 1936, la maison « Veuve de Philippe Hüther » cède la marque à Hans Wilsdorf. À cette même période, la rose de la dynastie des TUDOR apparaît sur les cadrans des montres de la marque. Inséré dans un bouclier, ce logo symbolise l’union invincible de la force – la robustesse propre à la montre – et de la grâce – la beauté de ses lignes.

### Création de la marque "Montres TUDOR S.A"
Le 6 mars 1946, Hans Wilsdorf estime que le moment était venu pour donner son essor et sa pleine identité à la marque . C'est pourquoi il créa l'entreprise "Montres TUDOR S.A". Les caractéristiques techniques, esthétiques et fonctionnelles ainsi que la distribution et le service après vente étaient garantis par Rolex[source insuffisante].
Selon les mots du fondateur, l'objectif à cette époque de la société, est « [...] de fabriquer une montre que nos concessionnaires puissent vendre à un prix plus bas que nos montres Rolex et qui soit digne de la même confiance traditionnelle. »

### Évolution du logo
Un an après le lancement de la marque, en 1947, le bouclier disparaît progressivement pour laisser la place au nom de la marque et à la rose.

### Premières publicités dédiées à la marque
En 1948, les premières publicités dédiées à la marque font leur apparition. Ces dernières sont clairement associés à Rolex et mettent en valeur l'esthétique, la précision chronométrique et l'étanchéité du produit.

### Oyster Prince
Le modèle Tudor Oyster Prince est lancé en 1952 avec une campagne de communication très marquante et originale pour l'époque. Cette dernière ne se limitait pas à simplement décrire le produit, mais à souligner les capacités de résistance, de fiabilité, et de précision. Hans Wilsdorf se sert de cette nouvelle campagne pour lier Rolex et Tudor et engage responsabilité et crédibilité à ce nouveau produit : 
Ainsi, je décidai que la TUDOR Prince méritait de partager avec Rolex deux avantages exclusifs : le fameux boîtier étanche Oyster et le mécanisme à « rotor » Perpetual. Toutes les TUDOR Oyster Prince auraient ces caractéristiques exceptionnelles, auparavant exclusives à Rolex. Ceci, je pense, est la preuve de la confiance que nous avons dans cette nouvelle montre. Je suis fier d’en donner moi‑même la garantie.

### Preuve de robustesse
En 1952, 26 Tudor Oyster Prince ont participé à une expédition scientifique britannique au Groenland, organisée par la Royal Navy.
En 1953, Rolex lance une campagne basée sur des tests de robustesse et d’endurance de la TUDOR Oyster Prince dans des conditions particulièrement difficiles :
- montre portée par un ouvrier d’une mine de charbon pendant 252 heures d’excavation à la main ; 
- montre soumise aux vibrations d’un marteau-piqueur pendant 30 heures ;
-- montre portée par un tailleur de pierre pendant trois mois ;
- montre portée pendant un mois dans des opérations de rivetage de poutres métalliques dans la construction de bâtiments ;
- montre portée par un pilote d’une course de motos sur une distance de 1 000 miles.
L’accent est mis sur la résistance, la précision, l’efficacité de remontage ou l’étanchéité de ces montres.

### La première montre réveil TUDOR
En 1957, sort la Tudor Advisor, avec comme fonction un réveil. Produites jusqu'en 1977, elles se déclineront en trois différents modèles. Elle sera rééditée sous le nom de Tudor Heritage Advisor. Le modèle 7926 était fabriqué de 1957 à 1968. Il proposait le bracelet "Jubilee" et ne fut produit qu'à quelques milliers d'exemplaires.

### L'Oysterthin
L'Oysterthin a été produit de 1957 à 1963 en très peu d'exemplaires et s'avère être la montre la plus plate de toute la production avec ses 6 mm d'épaisseur. Elle a marqué l’histoire horlogère en étant, à la fin des années 50, la montre-bracelet TUDOR étanche la plus plate. Elle reste aujourd’hui l’une des pièces TUDOR de collection les plus recherchées.

### Retour aux origines de la séduction
En 1961, sort la TUDOR ROYAL. Elle est représentée ici est une montre pour femme en or 9 carats.
Le bracelet de type cordonnet souple est lui aussi en or 9 carats et articulé. La boucle enfin porte la signature Rolex[source insuffisante].

### La Ranger
En 1969, sort le modèle Tudor Oyster Prince Ranger sous la référence 7995/0. Il sera caractérisé par son boitier étanche en acier ainsi que cadran noir mat. Ce modèle sera produit jusqu'en 1988 mais une réédition modernisée verra le jour en 2014 sous le nom de "Heritage Ranger" ; il sera produit jusqu'en 2020. Il possède un mouvement de chez ETA - le 2824/2 modifié en atelier Rolex - et affiche alors le prix catalogue de 2 700 francs suisses. Il est considéré comme l' équivalent parfait du modèle Rolex Exploreravec un prix d'environ trois fois moins cher que celui de Rolex.

### Nouvelle évolution du logo
En 1969,Tudor décide de changer la rose contre le bouclier cette fois. Ce dernier fait référence à la solidité exceptionnelle des produits fabriqués.

### Les montres de plongée
En 1954, TUDOR se lance sur une nouvelle voie qui contribuera à forger sa légende. Cette année-là, la première montre de plongée apparait : la TUDOR Oyster Prince Submariner référence 7922. L'idée de base est de de remplir des critères de durabilité, de fiabilité, de précision et d’étanchéité hors normes tout en proposant un prix modéré et elle se devient rapidement un instrument de choix pour les professionnels. Les 45 années suivantes sont celles de l’évolution permanente de cette montre-outil originelle, pour répondre toujours mieux aux exigences spécifiques des nombreuses typologies de plongeurs, clients de la marque. La première génération des TUDOR Submariner connaît de nombreuses itérations et à travers elles, une évolution notable en matière de performances puisque la profondeur d’immersion fonctionnelle maximum, fixée à 100 mètres en 1954, atteint 200 mètres avec l’introduction de la référence 7924 en 1958. La dernière référence du modèle apparaitra en 1995, la 79190.
Le rôle de montre de plongée sera repris par la Tudor Pelagos, encore cataloguée aujourd'hui. Preuve de la qualité et de la robustesse des montres de plongée Tudor, la Pelagos équipe la Marine Nationale française : l'aéronautique navale française est équipée de Tudor Pelagos GMT, tandis que les nageurs de combat des commandos marines, dont ceux du Commando Hubert, s'équipent de la Tudor Pelagos FXD.

### Les chronographes
En 1970, le premier chronographe TUDOR nommé Oysterdate voit le jour, avec un calibre mécanique Valjoux 7734 à remontage manuel et à mécanisme de chronographe à came.

### Mouvements
Tudor initie en 2010 la conception et le développement de ses propres mouvements et présente un premier calibre au salon de l'horlogerie de Bâle en 2015. En 2016, la société met en place une entité propre sous la marque Kenissi pour développer et produire ses propres mouvements et offrir son expertise dans le cadre de partenariats industriels.

## Marketing et Distribution

### Économie
En 2024, Tudor a produit environ 160 000 montres, et généré un chiffre d'affaires estimé à 360 millions de francs suisses. Le prix moyen d'une montre Tudor serait d'environ 3 259 francs suisses, hors taxes, cette année-là.

### Égéries et sponsoring
Parmi les ambassadeurs publicitaires de la marque figurent Jay Chou, David Beckham, Beauden Barrett et les All Blacks. La société sponsorise le championnat mondial de rugby et a créé à cet effet le " world rugby award ".
Depuis 2022, la marque sponsorise l’équipe de cyclisme Tudor, anciennement Swiss Racing Academy.
En 2022, TUDOR se lance dans le nautisme et devient partenaire principal de l’équipe Alinghi Red Bull Racing souvent considérée comme “la F1 des mers”.

## Source
- (en) http://www.yorktime.com/articles/2004072783211